# بادي مورينو
بادي مورينو (بالإنجليزية: Buddy Moreno)‏ هو موسيقي ومغني أمريكي، ولد في 14 يوليو 1912 في لوس أنجلوس في الولايات المتحدة، وتوفي في 29 نوفمبر 2015 في فلوريسانت في الولايات المتحدة.

## وصلات خارجية
- بادي مورينو على موقع IMDb (الإنجليزية)
- بادي مورينو على موقع ميوزك برينز (الإنجليزية)
- بادي مورينو على موقع ديسكوغز (الإنجليزية)